# إريك راموس
إريك راموس (بالإسبانية: Éric Ramos) (12 مايو 1987 في باراغواي - ) هو مدرب كرة قدم ولاعب كرة قدم باراغواياني في مركز الوسط. شارك مع منتخب باراغواي لكرة القدم. أما مع النوادي، فقد لعب مع نادي نيفتشي باكو ونادي 12 أكتوبر لكرة القدم ونادي 3 فبراير وروبيو نيو ‏.

## وصلات خارجية
- إريك راموس على موقع قاعدة بيانات كرة القدم.إي يو (الإنجليزية)
- إريك راموس على موقع ناشيونال فوتبول تيمز (الإنجليزية)
- إريك راموس على موقع Soccerway.com (الإنجليزية)
- إريك راموس على موقع AS.com (الإسبانية)